# Seznam beloruskih smučarskih tekačev
Seznam beloruskih tekačev na smučeh.

## A
- Jurij Astapenka

## D
- Sergej Dolidovič
- Cimur Džumanijazau

## K
- Leanid Karnejenka

## L
- Aleksander Lasutkin
- Ina Lukonina

## S
- Aleksander Saladkou
- Alena Sanikova
- Mihail Semenov
- Polina Seronosova

## Š
- Aleksander Šavel

## V
- Olga Vasiljonok
- Aleksander Voranau